# Rutilia micans
Rutilia micans är en tvåvingeart som beskrevs av Malloch 1929. Rutilia micans ingår i släktet Rutilia och familjen parasitflugor. Inga underarter finns listade i Catalogue of Life.